# 159a Brigada Mixta (Exèrcit Popular de la República)
La 159a Brigada Mixta —anteriorment, la 6a Brigada basca— va ser una unitat de l'Exèrcit Popular de la República que va prendre part en la Guerra Civil Espanyola, operant principalment al front del Nord.

## Historial
La unitat va ser creada el 26 de març de 1937, en el si de la 2a Divisió basca, a partir dels batallons «UGT 13» n.° 28, «Amusátegui» n.° 35 i «Rebelión de la Sal» n.° 59; amb posterioritat se li afegiria un altre batalló, el «Rosa de Luxemburg» n.° 4, abans de partir al capdavant. El primer comandant de la brigada va ser el major de milícies Manuel Cristóbal Errandonea —antic comandant del batalló «Rosa de Luxemburg»—, i amb José Luis Amutio com a comissari polític.
La 6a Brigada basca va prendre part en els combats defensius del «Cinturó de Ferro» de Bilbao, marxant el 8 de juny cap a Galdakao amb l'objectiu d'intentar contenir l'ofensiva franquista; durant els durs combats que es van desenvolupar en la muntanya Bizkargi resultaria ferit el major Cristóbal Errandonea, que substituït successivament pels internacionals Nino Nanetti i Víctor de Frutos Boudevin. El 13 de juny les restes de la 6a Brigada van arribar a Artxanda (el batalló «Rebelión de la Sal», per exemple, havia quedat reduït a 20 homes); després de la caiguda de Bilbao la unitat va ser sotmesa a una reorganització a Otañes —se li va afegir un batalló més, l'«UGT 9» n.° 63.
Al començament d'agost la brigada va ser reorganitzada i va rebre la numeració «159», quedant agregada a la 49a Divisió del XIV Cos d'Exèrcit. Durant la batalla de Santander la 159a Brigada va resultar molt infringida, per la qual cosa acabaria desapareixent.
Al gener 1938 es va constituir una unitat de guerrillers que va recuperar la numeració de l'antiga brigada.

## Comandaments
Comandants
- Major de milícies Manuel Cristóbal Errandonea;[1]
- Major de milícies Nino Nanetti;
- Major de milícies Víctor de Frutos Boudevin;[5]
- Major de milícies Nicolás Guerendiain;

Comissaris
- José Luis Amutio;[5]